# 树雉尾藓
树雉尾藓（学名：Dendrocyathophorum decolyi）为孔雀藓科树雉尾藓属下的一个种。